# ブライアン・ディーツェン
ブライアン・ディーツェン（Brian Dietzen, 1977年11月14日 - ）は、アメリカ合衆国出身の俳優である。2004年からNCISでジミー・パーマー博士役を演じている。2012年、同番組の第10シーズンの冒頭でシリーズレギュラーに昇格した。

## 人物
ディーツェンはイリノイ州バリントンで生まれたが、幼少期にコロラド州に移住した。 最初は小学校の演劇で演技を始めた。 その後、コロラド大学ボルダー校の美術学士課程で演劇を学び、文学士号を取得して卒業した。コロラド・シェイクスピア・フェスティバルに2年間参加した。「エクウス」や「ゴドーを待ちながら」、「セイムタイム・ネクストイヤー」などの現代演劇作品を上演したことで、UROP助成金を受け、クリエイティブ・アートにおける卓越した功績を称えられる。近年ではロサンゼルスに移り住み、WBシリーズ「My Guide to Becoming a Rock Star」（2002年）にレギュラーとして出演した。また、L.A.では、ハドソン・ステージで上演された2人芝居「The Oldest Man in Show Biz」でスティーブ・ラドニックと主演を務め、批評家から絶賛された。
映画『フロム・ジャスティン・トゥ・ケリー』に出演したほか、CBSの『NCIS』シリーズでは、第1シーズンのエピソード「スプリット・デシジョン」から、検死官の助手ジミー・パーマー医師役でレギュラー出演している。2012-2013年シーズン10からは、オープニングクレジットにもディッツェンが登場するなど、注目のキャストとして活躍している。
現在ディーツェンは妻のケリーと2人の子供と一緒にロサンゼルスに住んでいる。

## 出演作品

### テレビ
- My Guide to Becoming a Rock Star（2002年）。オーウェン役
- ボストン・パブリック（2002年）。デヴィッド・キャプラン役
- NCIS 〜ネイビー犯罪捜査班（2004年～現在）。ジミー・パーマー博士役
- NCIS: ニューオーリンズ（TVシリーズ）（2016年）。ジミー・パーマー役
- パーセプション 天才教授の推理ノート （2013年）。マーク・レイトン役

### 映画・テレビ映画
- アメリカン・スター
- 一分間タイムマシン（2014年、短編映画）